# جائزة بريطانيا الكبرى للدراجات النارية 2002
جائزة بريطانيا الكبرى للدراجات النارية 2002 هو سباق دراجات نارية أقيم بتاريخ 14 يوليو 2002 في دونينجتون بارك. كان الجولة الثامنة من أصل 16 في سباق الجائزة الكبرى للدراجات النارية موسم 2002. فاز الإيطالي فالنتينو روسي بفئة الموتو جي بي بينما جاء الإيطالي ماكس بياجي في المركز الثاني وحصل على المركز الثالث البرازيلي أليكس باروس.

## وصلات خارجية
- الموقع الرسمي